# Кано Тан'ю
Кано Тан'ю (4 березня 1602 — 4 листопада 1674) — японський художник періоду Едо. Отримав прізвисько «Третій великий пензель Кано».

## Життєпис
Походив з відомої малярської родини Кано. Був молодшим сином художника Кано Таканобу. Народився 1602 року в Кіото, отримавши ім'я Кадзібасі. Освіту здобув під орудою батька, продовжив родинну справу, виявивши незвичайний талант. У 1617 році за особливим наказом сьогуна став першим офіційним живописцем (окуесі) сьогунату Токуґава. Слідом за цим перебираєтьсядо Едо. У статусі окуесі він мав доступ до багатої колекції живопису, що належить сьогунам. У наступні роки йому надходило безліч престижних замовлень робіт.
Багато робів виконувавразом з братами Кано Наонобу і Кано Ясунобу. У 1621 році йому була подарована резиденція біля воріт Кадзібасі, де було відкрито перше в Едо ательє школи, Кадзібасі-Кано, яка отримала статус офіційного при дворі сьогунів Токугава. Після виконання сцен з життя першого сьогуна Токугава художник взяв собі ім'я Тан'ю. заснував школу, що стала відома як Едо-коро. 
решту життя мешкав в Едо, де й помер 1674 року.

## Творчість
Кано Тан'ю працював з безліччю стилів і форм, але найвідоміші стали масштабні твори. Це ширми і розсувні двері й панелі в стилі періоду Адзуті-Момояма із зображенням природних сюжетів — тигрів, «квітів і птахів», рослин тощо. Їх створено за допомогою позолоченого паперу і яскравих фарб. Золото часто використовувався ним для зображення хмар, води та інших елементів фону, воно відбивало світло, яке при потраплянні до приміщення робило темні кімнати замку світліше. При цьому роботи Кано Тан'ю, в зв'язку із суворим режимом сьогунату Токугави, були стриманими.
Крім того, розвивав монохромний живопис тушшю (суйбоку-ґа — «картина водою і тушшю»), ґрунтуючись на традиційних зображеннях періоду Муроматі, розробивши власний стиль, який був досить новаторським, відрізнявся особливою лаконічністю, майстерним використанням порожнього простору і зробив величезний вплив на подальший розвиток школи, ставши зразком для численних послідовників і наслідувачів.
Його роботи в жанрі ямато-е походили одночасно на твори послідовників школи Тоса і класичного китайського живопису. Однайвідомішою роботою у жанрі ямато-е є сувій із зображенням сцен з життя Токуґава Іеясу, 1-го сьогуна Токуґава. Іншими знаними сувоями художника є «Хотей, що переходить річку» (Токійський національний музей), «Павич і фенікс» (Художній музей Недзу, Токіо), «Вісім видів озера Сіху» (зібрання Мацура Ацуси, Кіото).
У 1620—1630-ті роки здійснив велику кількість масштабних розписів для замків Едо, Нідзьо (1626 рік), Осака, Наґої, святилища Тосьо, Залу Церемоній буддистського монастирія Мьосен, формуючи смаки японської знаті і стандарти живопису. У 1648 році разом з братами Ясунобу і Наонобу зробив портрети «Тридцяти шести безсмертних поетів», виконавши 12 портретів.
Кано Тан'ю також був відомий як знавець і колекціонер творів китайського живопису. Він робив замальовки і вів облік творів китайського мистецтва, які приносили йому на експертизу.

## Родина
Кано Тансін Морімаса (1653—1718), старший син Тан'ю, став старшим художником Едокоро завдяки особливому статусу свого батька, але талантом поступався останньому. Онука Кано Тан'ю — Кійохара Юкінобу — також стала відомою художницею.